# Hans Theilmann
Hans Peter Theilmann (født 26. juli 1793 i Løgstør, død 24. november 1854 på Sæbygårds mølle) var en dansk godsforvalter og politiker.
Theilmann var af søn snedker J. Theilmann. Han blev skriver hos byfogeden i Thisted i 1808 og var senere besætningsmedlem på et kaperskib hvor han tjente nok til at til tage dansk juridisk eksamen i 1816. Herefter arbejdede han som fuldmægtig på amtskontoret i Thisted. Theilmann blev godsforvalter på Voergaard i 1819, og godsforvalter på Sæbygård og fæster af Sæbygårds mølle i 1821. Han boede på møllen til sin død i 1854.
Theilmann var medlem af Den Grundlovgivende Rigsforsamling valgt i Hjørring Amts 2. distrikt (Sæby).
Han blev udnævnt til kammerråd i 1833.